# 血魔诗篇
《血魔诗篇》（英版译名“魔法黎明”）是由SkyFallen娱乐开发，1C Company于2005年12月16日在俄罗斯发行的电脑动作角色扮演游戏。《魔法黎明》由Deep Silver于2007年4月在欧洲发行，雅达利于2007年10月16日在北美发行。《魔法黎明》是SkyFallen开发，1C Company在2005年12月16日发行的俄罗斯语游戏《Blood Magic》的升级版。
续作《血魔诗篇2》的发行的 消息由Kalypso Media于2009年夏季公布。

## 情节
《血魔诗篇》设定于一个奇幻的世界。

## 游戏玩法
《血魔诗篇》使用了3D第三人称游戏引擎。游戏各区域地图由大门链接。玩家拙劣的学者、面包师的妻子、怪异的吉普赛人、肥胖的修士可从四个初始角色中选择。玩家角色可获得经验值和等级，提升角色能力与技能，并混战、贸易、从游戏的12个魔法学校获得技能。每个魔法学校都有8个魔法，当玩家在魔法学校习得能力，其角色造型就会改变为学校特征。

## 发行
1C Company于2005年12月16日在俄罗斯发行了动作角色扮演游戏《血魔诗篇》（俄语：Магия Крови）。独立的资料片 《Blood Magic: Time of Shadows》（Магия Крови: Время Теней）随后于2006年11月24日发售。资料片加入了新故事、更 新了界面并支持局域网和互联网多人游戏。Deep Silver于2007年4月27日在英国、法国、德国和意大利发行欧洲本地化版，并改翻译为“魔法黎明”（Dawn of Magic）；本地化版更新了包括支持多人模式的游戏玩法。
《魔法黎明》游戏引擎使用了KranX Productions授权的动作角色扮演游戏《Not the Time for Dragons》引擎。

## 评价
《血魔诗篇》获得了2006年俄罗斯游戏开发者大会KRI的最佳首发奖。《魔法黎明》获得英语媒体中获得褒贬不一的评价。